# Полюс світу

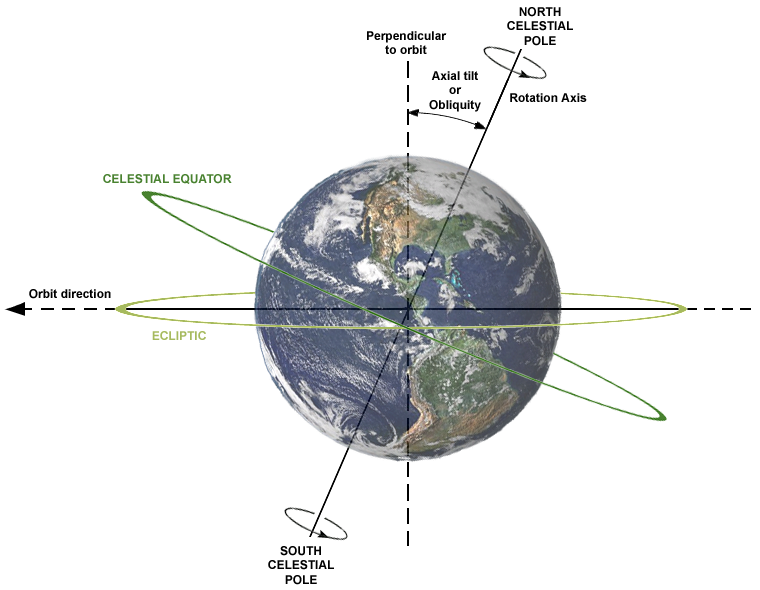
Північний та південний небесні полюси та їхнє відношення до осі обертання, орбітальної площини та нахилу осі обертання.

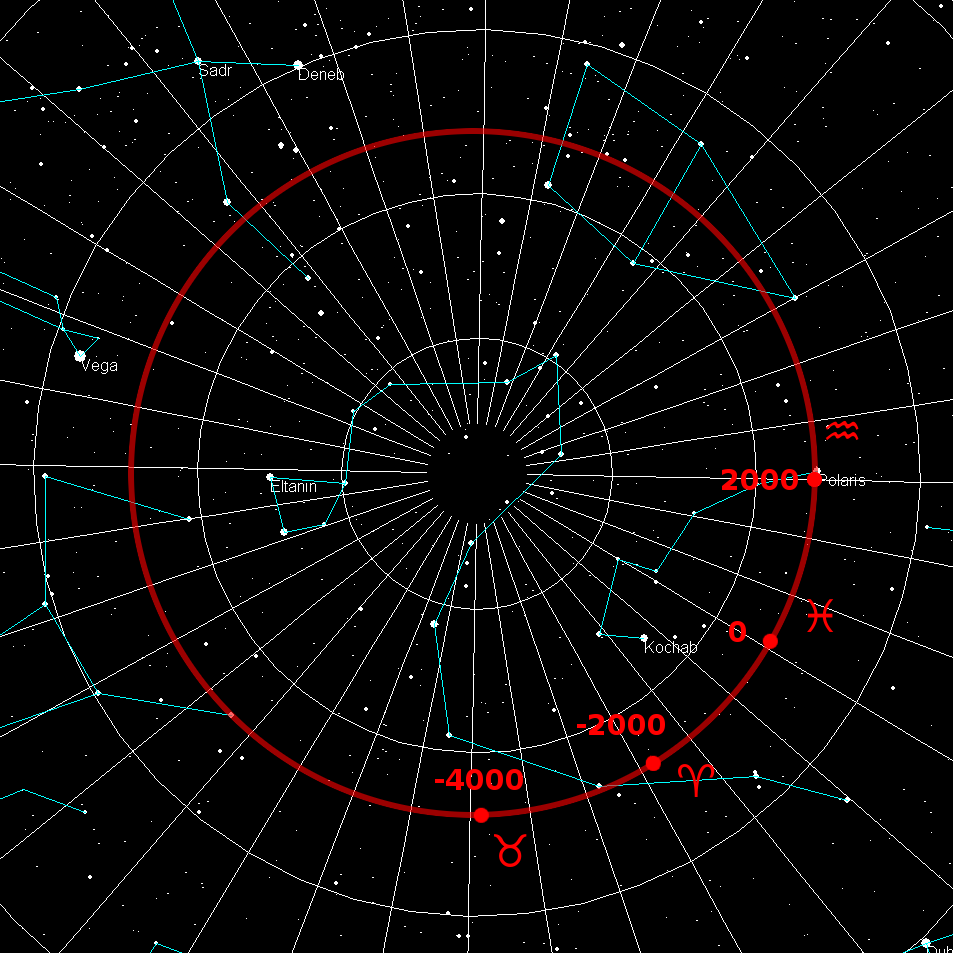
Діаграма, що показує шлях північного полюса світу навколо північного полюса екліптики. Початкові точки чотирьох «зодіакальних ер» історичного періоду позначені зодіакальними символами: ера Тельця від енеоліту до ранньої бронзової доби, ера Овна — від середини бронзової доби до античності, ера Риб — від пізньої античності й до новітнього часу, а ера Водолія розпочинається в середині третього тисячоліття.

Північний і південний полюси світу відповідно. У той час як Земля обертається навколо своєї осі, полюси світу залишаються нерухомими  на небесній сфері, а всі інші точки на ній обертаються навколо цих полюсів, роблячи один оберт за день (строго зоряний день).
Небесні полюси є полюсами  екваторіальної системи координат. Це означає, що їх схилення становлять +90 градусів і −90 градусів (для північного і південного полюсів світу, відповідно).
Полюси світу не залишаються фіксованими на небесній сфері. Через явище, відоме як випередження рівнодення, полюси описують коло з періодом приблизно 25 700 років. Земна вісь також зазнає нутації та описує інші складні рухи, які спричиняють незначне зсування небесних полюсів протягом циклів із варіативною тривалістю (полярний рух і нахил осі обертання). Зрештою, за дуже тривалі періоди часу змінюється й розташування самих зір, що пов'язано із їхнім власним рухом.
Поняття «полюс світу» застосовне і для інших планет: небесними полюсами планети є точки в небі, де проєкція осі обертання планети перетинає небесну сферу. Оскільки осі обертання різних планет мають різну орієнтацію (а видимі позиції зірок теж дещо змінюються під впливом паралаксу), їх розташування відрізнятиметься від земних полюсів. Розташування цих точок також змінюється з часом.
Небесні тіла, відмінні від Землі, теж мають визначені небесні полюси.

## Розташування північного полюса світу

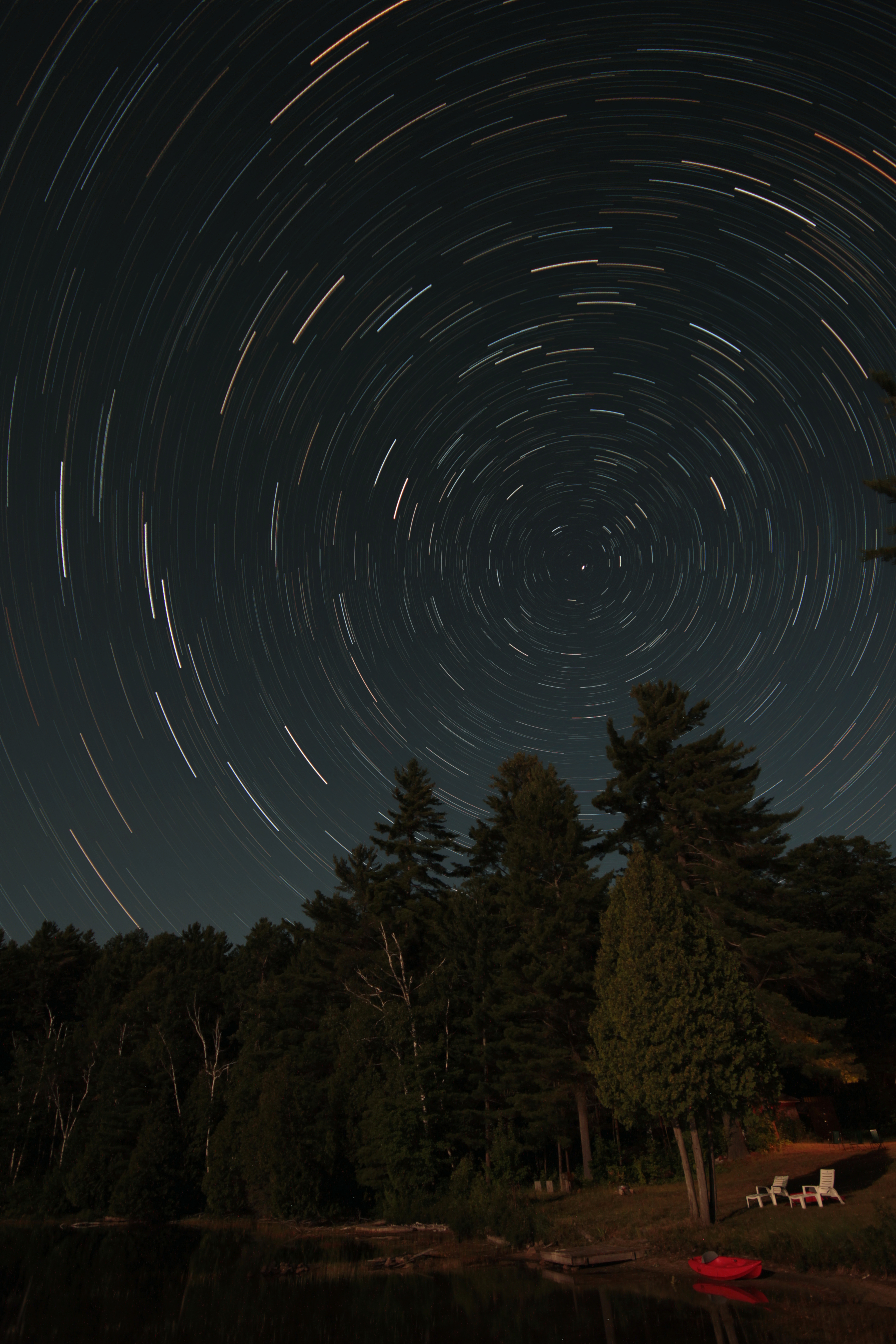
Уночі, при тривалому спостереженні, можна помітити, що зорі наче обертаються навколо північного полюса світу. Полярна зоря, розташована на відстані одного градуса від полюса, є єдиною майже стаціонарною зорею трішки правіше центра цього зображення.

Північний полюс світу зараз перебуває за один градус від яскравої Полярної зорі (назва походить від stella polaris, що й означає «полярна зоря»). Це робить цю зорю корисною для навігації у північній півкулі: вона не лише завжди перебуває над північною точкою горизонту, але її кут висоти завжди (майже) такий же, як і географічна широта спостерігача. Полярну зорю, звісно, можна побачити з місцевостей на північній півкулі.
Полярна зоря перебуватиме біля небесного полюса лише протягом короткого періоду в прецесійному циклі, тривалість якого становить 25 700 років. Вона залишатиметься найближчою до полюса зорею ще протягом близько 1000 років, після чого північний полюс зміститься ближче до Альраї (Гамма Цефея). Ще за 5 500 років найближчою до полюса зорею стане Альдерамін (Альфа Цефеї), і за 12 000 років нашою північною зіркою стане Вега (Альфа Ліри), однак вона перебуватиме приблизно аж за шість градусів від дійсного північного полюса світу.
Щоб відшукати Полярну зорю, станьте обличчям на північ, знайдіть на небі астеризми Великий Віз (Ківш) і Малий Віз. Дивлячись на «чотирикутну» частину Великого Воза, уявіть собі, що дві його крайні зірки утворюють лінію. Ця лінія  вказує безпосередньо на зорю, розташовану на кінчику дишля Малого Воза. Цією зорею є Полярна зоря — найпівнічніша зірка на небесній сфері.

## Розташування південного полюса світу

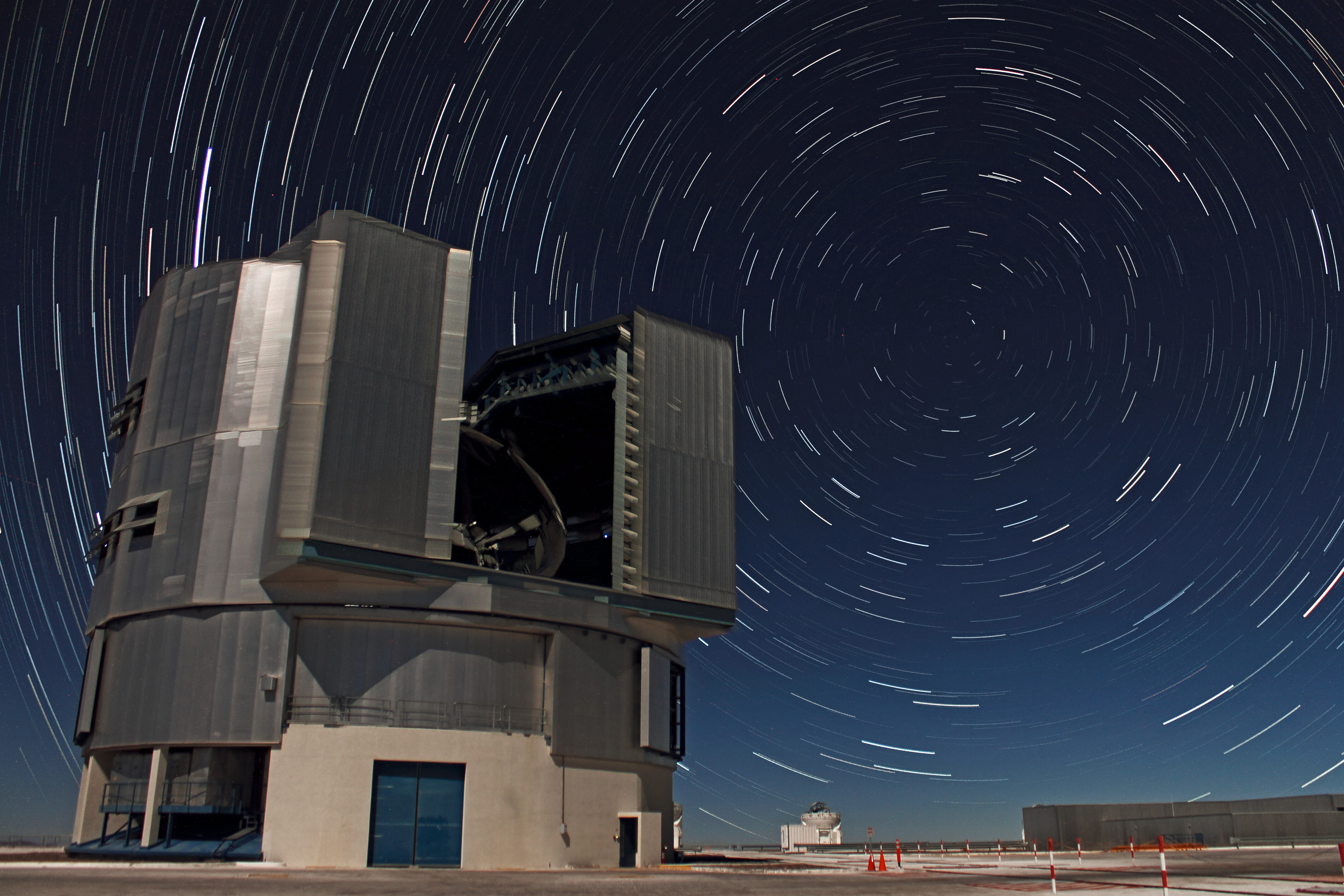
Південний полюс світу над Дуже великим телескопом.

Визначення розташування південного полюса світу

Південний полюс світу видно лише з південної півкулі. Він розташований в області невиразного сузір'я Октант. Сигма Октанта визначена як зоря південного полюса, розташована трохи більш як за один градус від самого небесного полюса, однак зі своєю зоряною величиною у 5.5 її ледве видно на безхмарному небі вночі.

### Метод перший: Південний Хрест
Розташування південного полюса світу можна визначити на основі Південного Хреста і його двох «вказівних» зірок α Центавра і β Центавра. Намалюйте уявну лінію від γ Південного Хреста до α Південного хреста — двох зірок на крайніх точках довгої осі хреста — і прослідкуйте за цією лінією по небу. Або перейдіть на чотири з половиною відстані довшої осі хреста вздовж уявної лінії в напрямку, який вказує довша сторона хреста, або з'єднайте дві вказівні зірки (Альфа і Бета Центавра) лінією, розділіть її наполовину і проведіть крізь її центр іншу уявну лінію, доки вона не з'єднається з уявною віссю Південного Хреста. Ця точка перебуває за 5 чи 6 градусів від південного небесного полюса. Дуже мало важливих і видимих зірок перебувають між Південним Хрестом і самим полюсом, хоча сузір'я Мухи досить добре видно одразу ж унизу під сузір'ям Південного Хреста. 

### Метод другий: Канопус і Ахернар
При другому методі використовується Канопус (друга за яскравістю зірка в небі) і Ахернар. Утворіть великий уявний рівнобедрений трикутник, використовуючи ці дві зірки як дві кутові точки трикутника. Третім уявним кутом якраз і буде південний полюс світу. Якщо Канопус ще не зійшов, Альфа Павича другої зоряної величини теж може бути використана для утворення трикутника з Ахернаром і полюсом.

### Метод третій: Магелланові Хмари
Третій метод є найкращим для безмісячної і безхмарної ночі, оскільки при ньому використовуються дві розмиті «хмари» у південному небі. У книжках з астрономії вони позначаються як Велика і Мала Магелланові Хмари. Ці «хмари» насправді є галактиками, близькими до нашого Чумацького Шляху. Утворіть уявний рівносторонній трикутник, третьою точкою якого буде південний полюс.

### Метод четвертий: Сіріус і Канопус
Якщо провести лінію від Сіріуса — найяскравішої зорі у небі, до Канопуса — другої за яскравістю зорі, і продовжити цю лінію на таку ж відстань, кінцева її точка перебуватиме за кілька градусів від небесного полюса. Іншими словами, зоря Канопус розташована посередині шляху від Сіріуса до полюса світу.